# A Boogie wit da Hoodie
Artist Julius Dubose, mer känd under sitt artistnamn A Boogie wit da Hoodie eller bara A Boogie, född 6 december 1995 i Highbridge, New York är en amerikansk sångare, låtskrivare och rappare. Han ger ut sin musik under sitt eget skivbolag Highbridge the Label, men har även skivkontrakt med Atlantic Records. A Boogie wit da Hoodie är kanske mest känd för låten "Look Back at It", som certifierats 4x platina av RIAA i USA och nått höga listpositioner i många delar av världen. Låten är samplad från Michael Jacksons "Remember The Time" och "You Rock My World".

## Diskografi

### Studioalbum
- 2017 – The Bigger Artist
- 2018 – Hoodie SZN
- 2020 – Artist 2.0[3][4]
- 2021 – A Boogie vs. Artist[5]